# Valtatie

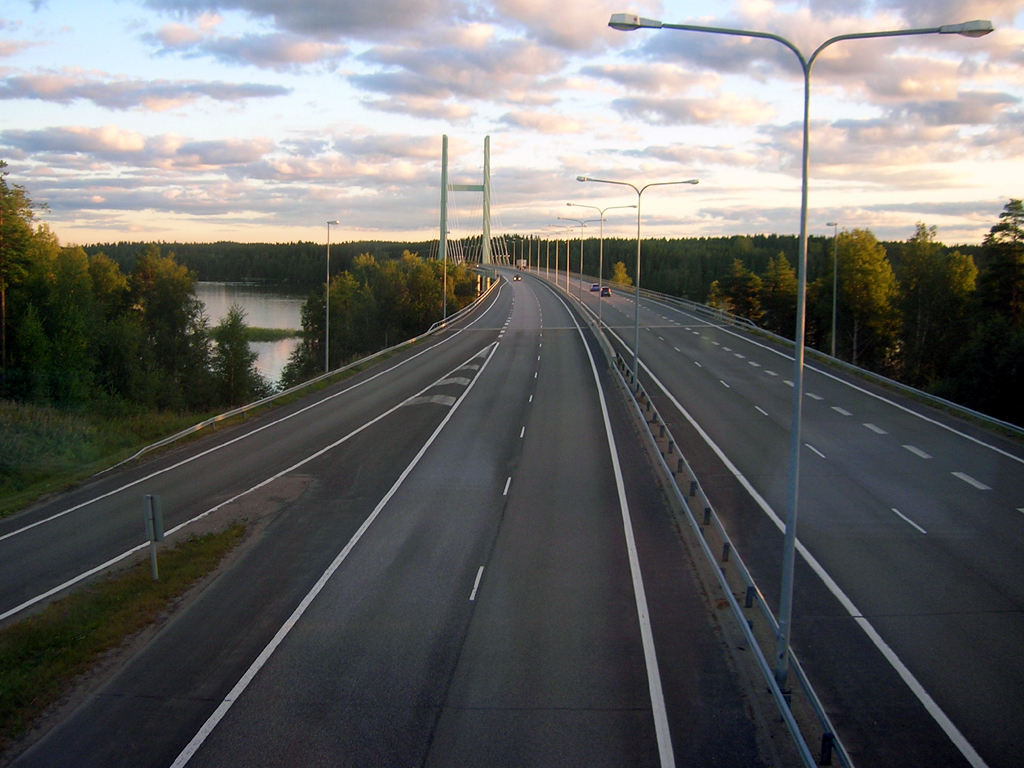
Staatsstraße 4 bei Heinola

Valtatiet (deutsch: Staatsstraßen, schwedisch: Riksväg) sind die höchste Straßenkategorie in Finnland. Sie verbinden die größten Städte des Landes und dienen dem Fernverkehr. Insgesamt gibt es in Finnland 29 Staatsstraßen mit einer Gesamtlänge von 8.570 km. Festgelegt wurden sie 1938.
Im finnischen Straßennummerierungssystem sind die Nummern 1–39 für die Staatsstraßen vorgesehen, genutzt werden derzeit 1–16 und 18–29. Auf Straßenschildern sind die Hauptstraßen mit einer weißen Nummer auf rotem Grund gekennzeichnet. Insgesamt 700 km der Staatsstraßenstrecken sind autobahnartig ausgebaut, die Autobahnen stellen aber keine separate Straßenkategorie dar. Teilweise folgen Europastraßen dem Verlauf der finnischen Staatsstraßen.

## Liste der Staatsstraßen in Finnland

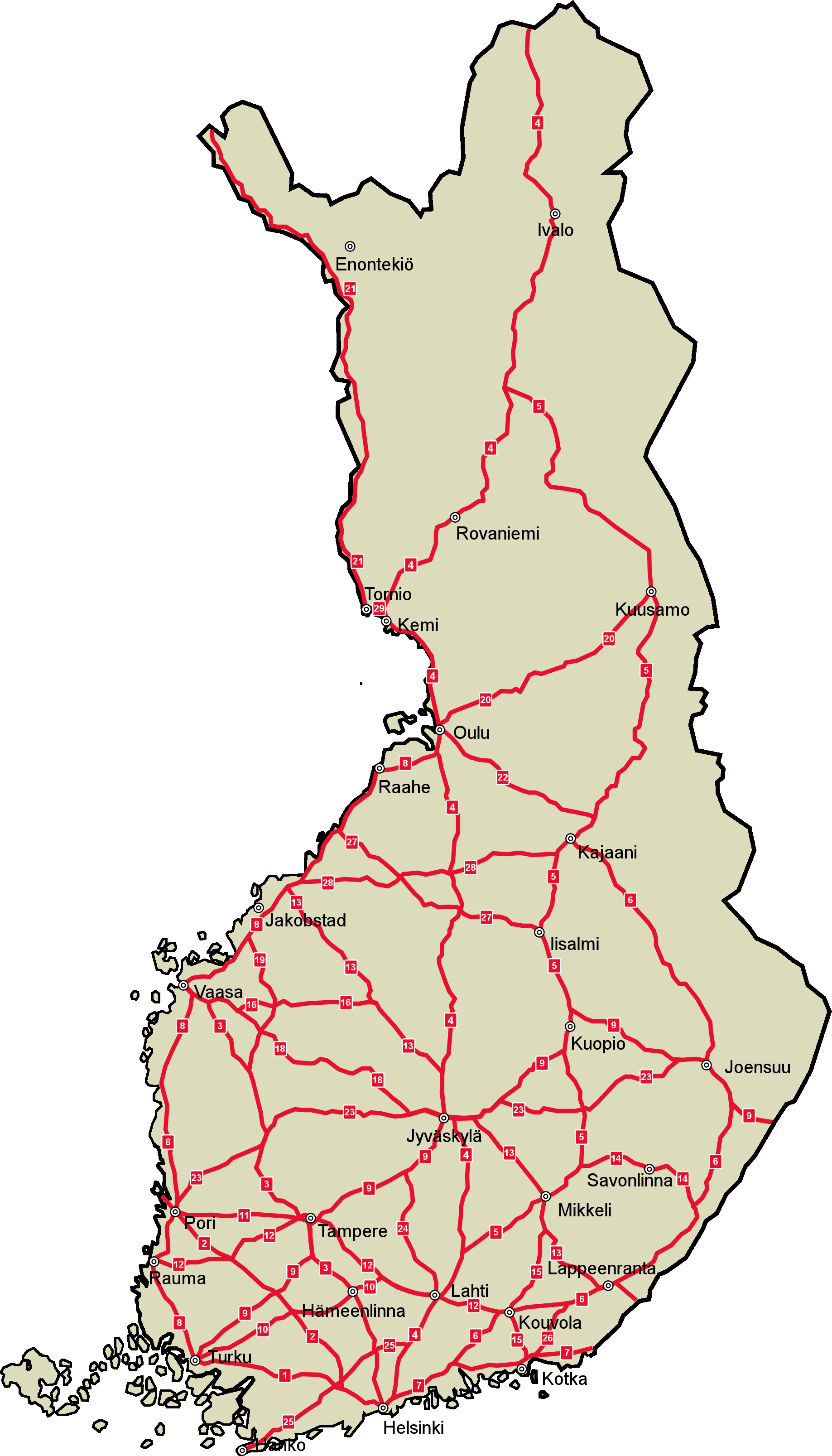
Karte der Staatsstraßen in Finnland

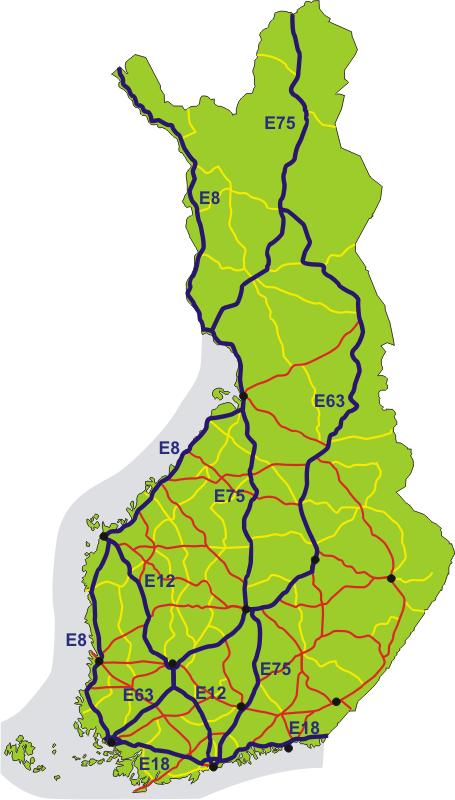
Straßen in Finnland
blau: Staatsstraße und Europastraße
rot: Staatsstraße, keine Europastraße
gelb: Hauptstraße, keine Staatsstraße

| Nr. | Verlauf |
| --- | --- |
| V1  | Helsinki – Palojärvi – Salo – Turku                                                                                          |
| V2  | Palojärvi – Forssa – Huittinen – Pori                                                                                        |
| V3  | Helsinki – Hyvinkää – Hämeenlinna – Tampere – Parkano – Jalasjärvi – Laihia – Vaasa                                          |
| V4  | Helsinki – Mäntsälä – Lahti – Heinola – Jyväskylä – Oulu – Kemi – Keminmaa – Rovaniemi – Sodankylä – Ivalo – Inari – Utsjoki |
| V5  | Heinola – Mikkeli – Varkaus – Kuopio – Iisalmi – Kajaani – Kuusamo – Kemijärvi – Sodankylä                                   |
| V6  | Forsby – Kouvola – Luumäki – Lappeenranta – Imatra – Parikkala – Joensuu – Kajaani                                           |
| V7  | Helsinki – Porvoo – Kotka – Hamina – Vaalimaa                                                                                |
| V8  | Turku – Rauma – Pori – Vaasa – Nykarleby – Kokkola – Kalajoki – Raahe – Liminka                                              |
| V9  | Turku – Loimaa – Tampere – Jämsä – Jyväskylä – Kuopio – Outokumpu – Joensuu – Niirala                                        |
| V10 | Turku – Forssa – Hämeenlinna – Tuulos                                                                                        |
| V11 | Nokia – Pori |
| V12 | Rauma – Huittinen – Nokia – Tampere – Lahti – Kouvola                                                                        |
| V13 | Nuijamaa – Lappeenranta – Mikkeli – Jyväskylä – Kyyjärvi – Kokkola                                                           |
| V14 | Juva – Savonlinna – Punkaharju – Parikkala                                                                                   |
| V15 | Kotka – Kouvola – Mikkeli |
| V16 | Ylistaro – Lapua – Kyyjärvi                                                                                                  |
| V18 | Jyväskylä – Petäjävesi – Ähtäri – Alavus – Seinäjoki – Ylistaro – Laihia – Vaasa                                             |
| V19 | Jalasjärvi – Seinäjoki – Lapua – Kauhava – Nykarleby                                                                         |
| V20 | Oulu – Pudasjärvi – Taivalkoski – Kuusamo                                                                                    |
| V21 | Tornio – Pello – Kolari – Muonio – Kilpisjärvi                                                                               |
| V22 | Oulu – Utajärvi – Kontiomäki – Kajaani                                                                                       |
| V23 | Pori – Kankaanpää – Parkano – Virrat – Keuruu – Jyväskylä – Pieksämäki – Varkaus – Joensuu                                   |
| V24 | Lahti – Padasjoki – Jämsä |
| V25 | Hanko – Lohja – Hyvinkää – Mäntsälä                                                                                          |
| V26 | Hamina – Luumäki |
| V27 | Kalajoki – Ylivieska – Nivala – Haapajärvi – Pyhäjärvi – Kiuruvesi – Iisalmi                                                 |
| V28 | Kokkola – Nivala – Kärsämäki – Pyhäntä – Mainua                                                                              |
| V29 | Keminmaa – Tornio |

Die ehemalige  gehört seit 2010 zur . Zweistellige Nummern ab 40 verweisen auf Hauptstraßen, die das System ergänzen.

## Straßen auf den Åland-Inseln
Die Straßen der autonomen Inselgruppe Åland tragen eine eigene Nummerierung; die Beschilderung folgt jedoch der im Mutterland. Ihre Bezeichnung ist Huvudväg (nur auf Schwedisch).
Es gibt vier Hauptstraßen:
- Huvudväg 1: Mariehamn – Eckerö
- Huvudväg 2: Mariehamn – Sund (mit Fahrverbindung zur Insel Vårdö)
- Huvudväg 3: Mariehamn – Långnäs (bei Lumparland)
- Huvudväg 4: Godby (Gemeinde Finström) – Geta